# Downpayment on Murder
Downpayment on Murder (titulada: Pago a cuenta de la muerte en Argentina y El precio del crimen en España) es un telefilme estadounidense de suspenso de 1987, dirigido por Waris Hussein, escrito por William Driskill y Barry Schneider, musicalizado por Laurence Rosenthal, en la fotografía estuvo Bradford May y los protagonistas son Connie Sellecca, Ben Gazzara y G.W. Bailey, entre otros. Este largometraje fue realizado por Adam Productions y 20th Century Fox Television; se estrenó el 18 de enero de 1987.

## Sinopsis
Trata acerca de un hombre que tiene problemas de negocios y conyugales, todo esto lo altera, entonces contrata a un sicario para que mate a su mujer.